# Алексєєвська
Алексєєвська (рос. Алексеевская) — станиця у Алексєєвському районі Волгоградської області Російської Федерації. Адміністративний центр району.
Населення становить 3677 осіб. Входить до складу муніципального утворення Алексєєвське сільське поселення.

## Історія
Станиця розташована у межах українського історичного та культурного регіону Жовтий Клин.
Згідно із законом від 31 грудня 2004 року № 988-ОД органом місцевого самоврядування є Алексєєвське сільське поселення.

## Населення
| 1959  | 1970  | 1979  | 2002  | 2010  | 2012  | 2013  |
| ----- | ----- | ----- | ----- | ----- | ----- | ----- |
| 2950  | ↗3354 | ↗3678 | ↗4196 | ↗4204 | ↘4103 | ↘4078 |
| 2014  | 2015  | 2016  | 2017  |       |       |       |
| ↘3996 | ↘3915 | ↘3871 | ↘3836 |       |       |       |